# Gianluca Rocchi
Gianluca Rocchi (Florència, Itàlia, 25 d'agost de 1973) és un àrbitre de futbol italià que pertany a la FIFA i la UEFA, adscrit al comitè italià. Arbitra partits en la Serie A italiana.
Rocchi va començar l'any 2000 arbitrant 38 partits en tres temporades en la Serie C italiana. El 2003 va ser ascendit a la Serie B, i l'any següent a la Serie A. Va entrar al comitè italià de la FIFA el 2008 i de la UEFA el 2010. Ha arbitrat partits de la Lliga Europa de la UEFA, de la Lliga de Campions de la UEFA, de la Supercopa d'Europa, de la Classificació per a l'Eurocopa 2012, dels Jocs Olímpics de 2012, de la Copa Confederacions 2017 i de la Copa del Món de 2018.